# Girolamo Bencucci
Girolamo Bencucci, conosciuto anche come Girolamo da Schio o Girolamo Schio o Jérôme Sclede in Francia o Hieronymus Scledus in latino (Schio, 1481 – Roma, 2 gennaio 1533), è stato un vescovo cattolico e politico italiano.

## Biografia
Le origini di Girolamo da Schio non sono certe: secondo alcune fonti sarebbe "nato da ignobili parenti", secondo Giovanni da Schio Bencucci sarebbe il figlio naturale di Pace da Schio.
Dopo essere stato al servizio di Giulio II quale referendario della Segnatura, diviene maggiordomo papale per Leone X, che lo nomina rappresentante presso l'esercito imperiale nel 1515. Il 6 febbraio 1523 viene nominato vescovo-conte della diocesi di Vaison, in Vaucluse. 

## Guerra della Lega di Cognac
Dopo essere stato a fianco di papa Clemente VII nell'assedio di Castel Sant'Angelo durante il Sacco di Roma del 1527, viene nominato nel 1529 nunzio apostolico in Spagna come successore di Baldassarre Castiglione. 
È in tale veste che partecipa alla stesura del  trattato di pace di Barcellona del 1529 tra la Santa Sede e l'Impero asburgico per porre fine alla guerra della Lega di Cognac confrontandosi con Mercurino Gattinara, famoso cancelliere di Carlo V.
Nel 1530, ad Augusta, gli viene conferito il titolo di conte palatino e di cavaliere aureato, titoli estesi alla sua famiglia.
Muore improvvisamente a Roma a soli 52 anni nel 1533.
Riposa nella cattedrale di Vicenza.

## Genealogia episcopale
La genealogia episcopale è:
- Arcivescovo Giovanni Ruffo de Theodoli
- Vescovo Girolamo Bencucci